# Mestre de camp général
Der Mestre de camp général war ein Offizier in der französischen Armee des Ancien Régime. Es existierten immer nur zwei Mestres de camp généraux (plural = généraux) : einer für die Kavallerie und einer für die Dragoner.  Es war kein militärischer Rang, sondern lediglich ein Titel – unabhängig vom tatsächlichen Rang des Betreffenden.
Jeder war Inhaber eines Regiments, des Régiment Mestre de Camp Général cavalerie und des Régiment Mestre de Camp Général dragons.
Er stand im Rang hinter dem Colonel général seiner Waffengattung und konnte (theoretisch) die Kavallerie vor Ort befehligen. Tatsächlich war jedoch die Kommandogewalt des Mestre de Camp général sehr beschränkt und bestand hauptsächlich in der Aufsicht über das Korps der Inspektoren, die die administrative und disziplinarische Kontrolle innehatten.
Aus diesem Grund wurde der Titel des Mestre de camp général nur ehrenhalber verliehen. Allerdings war er käuflich und konnte auch auf andere Art weitergegeben werden. Wer sich mit hinreichend finanziellen Mittel mit diesem Titel ausstaffieren konnte, hatte in der Armee ungleich bessere Aufstiegsmöglichkeiten – unabhängig von einer militärischen Qualifikation.
Ein weiteres Vorrecht des Titels war die Ergänzung des eigenen Wappens mit vier Standarten

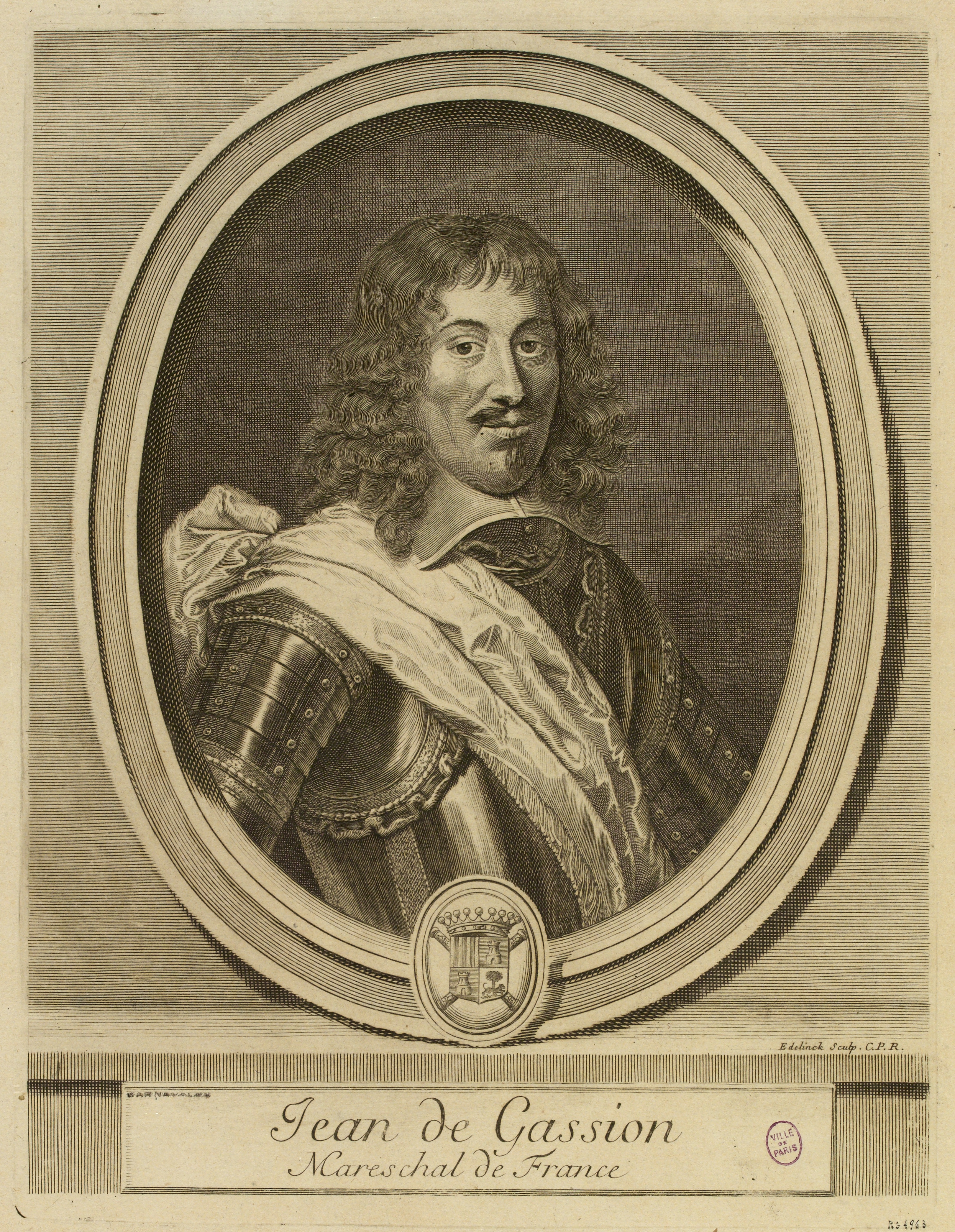
Jean de Gassion, Mestre de camp général cavalerie 1641 bis 1646

## Liste der Mestres de camp généraux

### Kavallerie
- 1633 bis 1637, Charles d'Escoubleau, marquis de Sourdis et d'Alluye
- 1637 bis 1641, Roger de Choiseul, marquis de Praslin
- 1641 bis 1646, Jean de Gassion
- 1646 bis 1652, Philippe de Clérembault, comte de Palluau
- 12. Februar 1652 bis 5. Dezember 1665, Roger de Bussy-Rabutin, comte de Bussy-Rabutin
- 1665 Armand du Cambout, duc de Coislin
- 22. April 1670 : Jean Jacques Chaumejan, marquis de Fourilles
- 15. November 1674 : Louis Clermont d'Amboise, marquis de Resnel
- 3. Mai 1677 : Balthazar de la Cardonnière
- 6. Oktober 1679 : Joseph de Pons de Guimera, baron de Montclar
- 16. Juli 1690 : Conrad de Rosen, marquis de Rosen
- 25. März 1703 : Léonor François, marquis de Montpeyroux ;
- 26. Februar 1714 : Charles François de La Baume Le Blanc, duc de La Vallière
- 5. Februar 1716 : Alexis Madeleine Rosalie, comte de Châtillon
- 16. März 1736 : Aimé Marie Gaspard de Clermont-Tonnerre, marquis de Clermont-Tonnerre
- 9. April 1748 : Anne-Louis de Thiard de Bissy, marquis de Bissy, 2. Mai 1748 gefallen
- 4. Mai 1748 : Armand Louis de Béthune
- 16. April 1759 : Charles Eugène Gabriel de La Croix de Castries, marquis de Castries
- 7. März 1783 : Charles Louis Hector, marquis d'Harcourt
- 20. Mai 1784 : Charles Eugène Gabriel de La Croix de Castries
- 10. März 1788 : Louis Edmond, vicomte de Menou du Mée
- 10. Februar 1791 : Louis Charles Mollerat de Garsault
- 5. Februar 1792 : Gabriel Sombs-Fageac
- 15. Mai 1793 : Nicolas Alban Davigneau
- 18. Februar 1794 : François Royer
- 16. Juli 1794 : Claude Tiercé
- 6. Juni 1795 : Pierre Noizet
- 16. Januar 1798 : Édouard Mortier
- 12. August 1799 : Noirot

### Dragoner
- 1674 : René de Froulay de Tessé
- 1691 : Louis comte de Mailly
- 11. Mai 1696 : Antoine V. de Gramont.
- 25. März 1703 : Louis de Rouvroy, duc de Saint-Simon
- 5. Juli 1709 : Charles Louis Auguste Fouquet de Belle-Isle « Maréchal de Belle-Isle »
- 9. Juni 1736 :[1]. Marie-Charles-Louis d’Albert, duc de Luynes, duc de Chevreuse.
- 24. Januar 1754 :François-Henri de Franquetot de Coigny[2].
- Oktober 1771. Louis-Joseph-Charles-Amable d’Albert de Luynes.
- 1789, François-Marie-Casimir de Franquetot, marquis de Coigny[3].